# Henry Chesbrough
Henry William Chesbrough (1956) è un economista e scrittore statunitense.

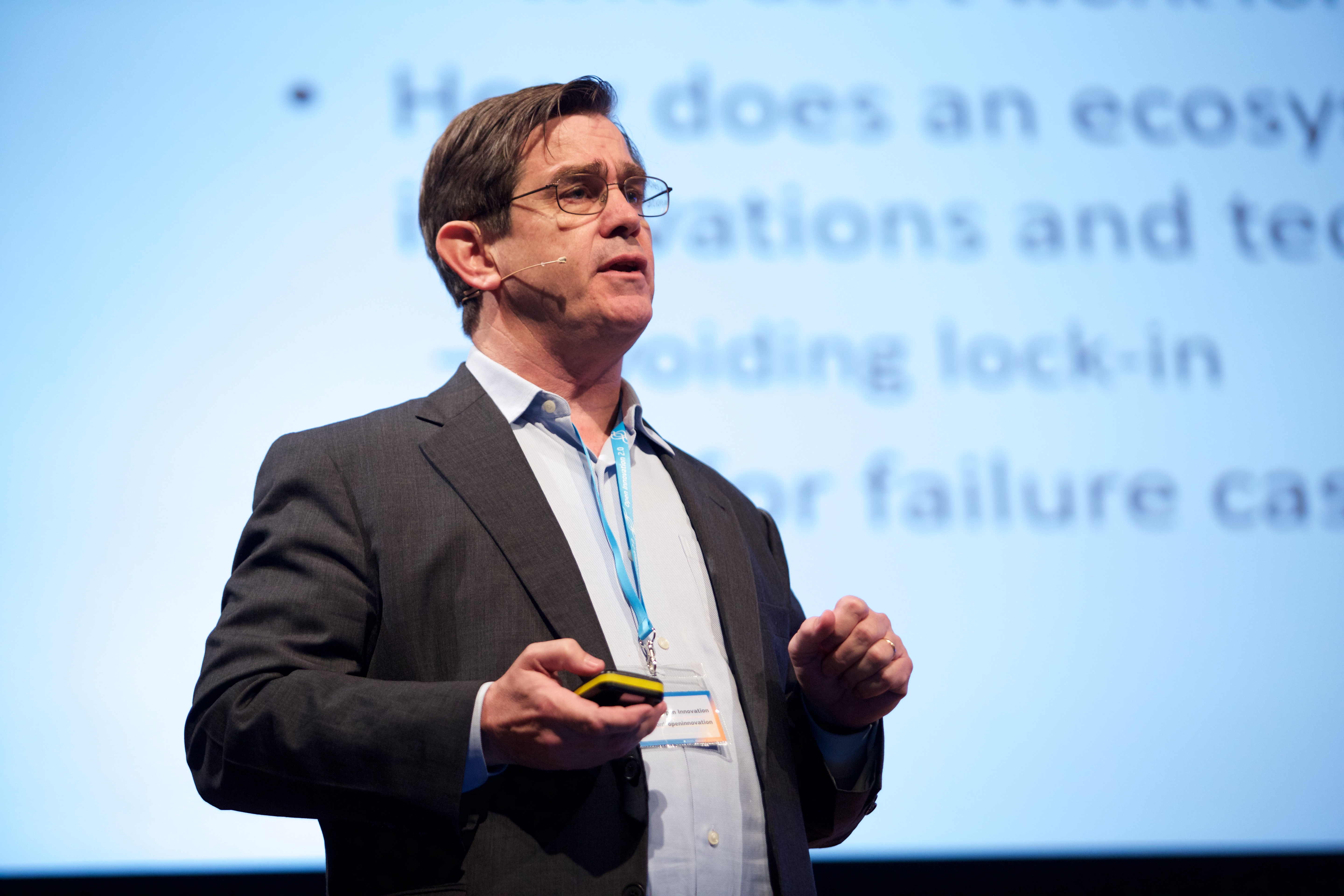
Henry Chesbrough, 2016

Professore presso la cattedra Maire Tecnimont di Open Innovation presso l'università Luiss Guido Carli e direttore esecutivo  del Garwood Center for Corporate Innovation presso la Haas School of Business presso l'Università della California a Berkeley, é famoso per aver coniato il termine e il concetto di open innovation.

## Open innovation
A partire dal 2003, anno di pubblicazione del saggio Open Innovation: The New Imperative for Creating and Profiting from Technology, inizia il processo di teorizzazione di un nuovo concetto di innovazione:
(Henry Chesbrough in Open Innovation: Researching a New Paradigm)

### Edizioni italiane
- Henry Chesbrough, Open: Modelli di business per l'innovazione, a cura di Alberto Di Minin, Enea, 2008.
- Henry Chesbrough, Open services innovation: competere in una nuova era, a cura di Alberto Di Minin, Springer, 2011.